# Zhakou
Zhakou (kinesiska: 闸口, 闸口镇) är en köping i Kina. Den ligger i den autonoma regionen Guangxi, i den södra delen av landet, omkring 170 kilometer sydost om regionhuvudstaden Nanning. Antalet invånare är 31173. Befolkningen består av 14 971 kvinnor och 16 202 män. Barn under 15 år utgör 24,0 %, vuxna 15-64 år 64 %, och äldre över 65 år 11,0 %.
Genomsnittlig årsnederbörd är 2 313 millimeter. Den regnigaste månaden är augusti, med i genomsnitt 486 mm nederbörd, och den torraste är februari, med 22 mm nederbörd.